# USS John P. Gray (APD-74)
USS John P. Gray (APD-74) là một tàu vận chuyển cao tốc lớp Charles Lawrence của Hải quân Hoa Kỳ hoạt động trong Chiến tranh Thế giới thứ hai. Nó nguyên được chế tạo như là chiếc DE-673, một tàu hộ tống khu trục lớp Buckley trước khi được xếp lại lớp vào ngày 27 tháng 6, 1944. Tên nó được đặt theo Trung úy Hải quân John P. Gray (1914-1942), phi công phục vụ cùng Liên đội Ném ngư lôi VT-8 phối thuộc cùng tàu sân bay Hornet (CV-8), đã tử trận trong Trận Midway ngày 4 tháng 6, 1942 và được truy tặng Huân chương Chữ thập Hải quân. John P. Gray đã phục vụ cho đến khi chiến tranh kết thúc, xuất biên chế năm 1946, và cuối cùng bị bán để tháo dỡ vào năm 1968.

## Thiết kế và chế tạo
Buckley là một trong số sáu lớp tàu hộ tống khu trục được Hải quân Hoa Kỳ chế tạo nhằm đáp ứng nhu cầu hộ tống vận tải trong Thế Chiến II, sau khi Hoa Kỳ chính thức tham chiến vào cuối năm 1941. Chúng hầu như tương tự nhau, chỉ với những khác biệt về hệ thống động lực và vũ khí trang bị. Động cơ của phân lớp Backley bao gồm hai turbine hơi nước General Electric để dẫn động hai máy phát điện vận hành hai trục chân vịt, và dàn vũ khí chính bao gồm 3 khẩu pháo pháo 3 in (76 mm)/50 cal.
Những chiếc lớp Buckley (TE) có chiều dài ở mực nước 300 ft (91 m) và chiều dài chung 306 ft (93 m); mạn tàu rộng 37 ft 1 in (11,30 m) và độ sâu mớn nước khi đầy tải là 11 ft 3 in (3,43 m). Chúng có trọng lượng choán nước tiêu chuẩn 1.430 tấn Anh (1.450 t); và lên đến 1.823 tấn Anh (1.852 t) khi đầy tải. Hệ thống động lực bao gồm hai nồi hơi và hai turbine hơi nước General Electric công suất 13.500 mã lực (10.100 kW), dẫn động hai máy phát điện công suất 9.200 kilôwatt (12.300 hp) để vận hành hai trục chân vịt;  công suất 12.000 hp (8.900 kW) cho phép đạt được tốc độ tối đa 23 kn (26 mph; 43 km/h). Con tàu mang theo 359 tấn Anh (365 t) dầu đốt, cho phép di chuyển đến 6.000 nmi (6.900 mi; 11.000 km) ở vận tốc đường trường 12 kn (14 mph; 22 km/h).
Sau khi được cải tạo thành một tàu vận chuyển cao tốc lớp Charles Lawrence, dàn vũ khí trang bị được giảm xuống còn một pháo 3 in (76 mm)/50 cal phía mũi đa dụng (có thể đối hạm hoặc phòng không), sáu pháo phòng không Bofors 40 mm trên ba bệ nòng đôi và sáu pháo phòng không Oerlikon 20 mm. Nó giữ lại ba ống phóng ngư lôi Mark 15 21 inch (533 mm), hai đường ray Mk. 9 và bốn máy phóng K3 Mk. 6 để thả mìn sâu, nhưng tháo dỡ dàn súng cối chống tàu ngầm Hedgehog Mk. 10. Chỗ trống được dành để bố trí chỗ nghỉ cho 12 sĩ quan và 150 binh lính đổ bộ; thành phần thủy thủ đoàn con tàu bao gồm 12 sĩ quan và 192 thủy thủ.
John P. Gray được đặt lườn như là chiếc DE-673 tại xưởng tàu của hãng Dravo Corporation tại Pittsburgh, Pennsylvania vào ngày 18 tháng 12, 1943, và được hạ thủy vào ngày 18 tháng 3, 1944, được đỡ đầu bởi bà Roy C. Gray, mẹ Trung úy Gray. Con tàu được kéo đến xưởng tàu của hãng Consolidated Shipbuilding Company tại Orange, Texas để tiếp tục trang bị, được xếp lại lớp thành APD-74 vào ngày 27 tháng 6, 1944 trước khi nhập biên chế tại Orange, Texas vào ngày 15 tháng 3, 1945 dưới quyền chỉ huy của Hạm trưởng, Thiếu tá Hải quân W. E. Sims.

## Lịch sử hoạt động
Sau khi hoàn tất hoạt động chạy thử máy huấn luyện ngoài khơi vịnh Guantánamo, Cuba trong tháng 4 và tháng 5, 1945, John P. Gray đi đến New London, Connecticut vào ngày 1 tháng 6 để hộ tống cho chiếc tàu ngầm Ý Ris Mameli đi sang vịnh Guantánamo, Cuba. Từ đây nó lên đường đi sang khu vực Mặt trận Thái Bình Dương, băng qua kênh đào Panama và đi đến San Diego, California vào ngày 19 tháng 6. Nó khởi hành hai ngày sau đó để hướng sang khu vực quần đảo Hawaii, và trải qua suốt tháng 7 thực hành huấn luyện cùng các đội phá hoại dưới nước (UDT: underwater demolition team) tại khu vực Maui. Con tàu quay trở lại vùng bờ biển California vào  tháng 8 để đón lên tàu một đội UDT đi làm nhiệm vụ, và đã ghé qua Trân Châu Cảng trước khi đi đến Eniwetok thuộc quần đảo Marshall vào ngày 30 tháng 8. Vào lúc này Nhật Bản đã chấp nhận đầu hàng vào ngày 15 tháng 8 kết thúc cuộc xung đột.
John P. Gray đi đến Jinsen, Triều Tiên vào ngày 8 tháng 9 để tham gia hoạt động chiếm đóng. Nó lên đường vào ngày 14 tháng 9, đi ngang qua Guam và Eniwetok để quay trở về Trân Châu Cảng, và bắt đầu tham gia nhiệm vụ Magic Carpet để giúp hồi hương những cựu chiến binh. Con tàu thực hiện hai chuyến đi khứ hồi giữa Hawaii và San Diego, rồi khởi hành từ San Diego vào ngày 30 tháng 11 để chuyển sang vùng bờ Đông, hướng đến Norfolk, Virginia. Về đến Hampton Roads vào ngày 13 tháng 12, nó được cho chuyển đến Green Cove Springs, Florida vào ngày 25 tháng 1, 1946.
John P. Gray được cho xuất biên chế tại Green Cove Springs vào ngày 29 tháng 4, 1946, và đưa về Đội Florida thuộc Hạm đội Dự bị Đại Tây Dương, neo đậu tại sông St. Johns; sau đó con tàu được kéo đến Đội Texas tại Orange, Texas, cùng thuộc Hạm đội Dự bị Đại Tây Dương, rồi lại được kéo sang San Francisco. Sau khi bị bỏ không trong hơn 20 năm, tên nó được cho rút khỏi danh sách Đăng bạ Hải quân vào ngày 1 tháng 3, 1967, và con tàu bị bán để tháo dỡ vào ngày 3 tháng 9, 1968.

## Phần thưởng[1]
|  |  |  |
|  |  |  |

| Huân chương Chiến dịch Hoa Kỳ                 |                                      |                                         |
| Huân chương Chiến dịch Châu Á-Thái Bình Dương | Huân chương Chiến thắng Thế Chiến II | Huân chương Phục vụ Chiếm đóng Hải quân |